# Étusson
Étusson – miejscowość i dawna gmina we Francji, w regionie Nowa Akwitania, w departamencie Deux-Sèvres. W 2013 roku liczba ludności wynosiła 359 mieszkańców. 
W dniu 1 stycznia 2016 roku z połączenia dwóch ówczesnych gmin – Étusson oraz Saint-Maurice-la-Fougereuse – utworzono nową gminę Saint-Maurice-Étusson. Siedzibą gminy została miejscowość Saint-Maurice-la-Fougereuse. 